# Koła bliźniacze

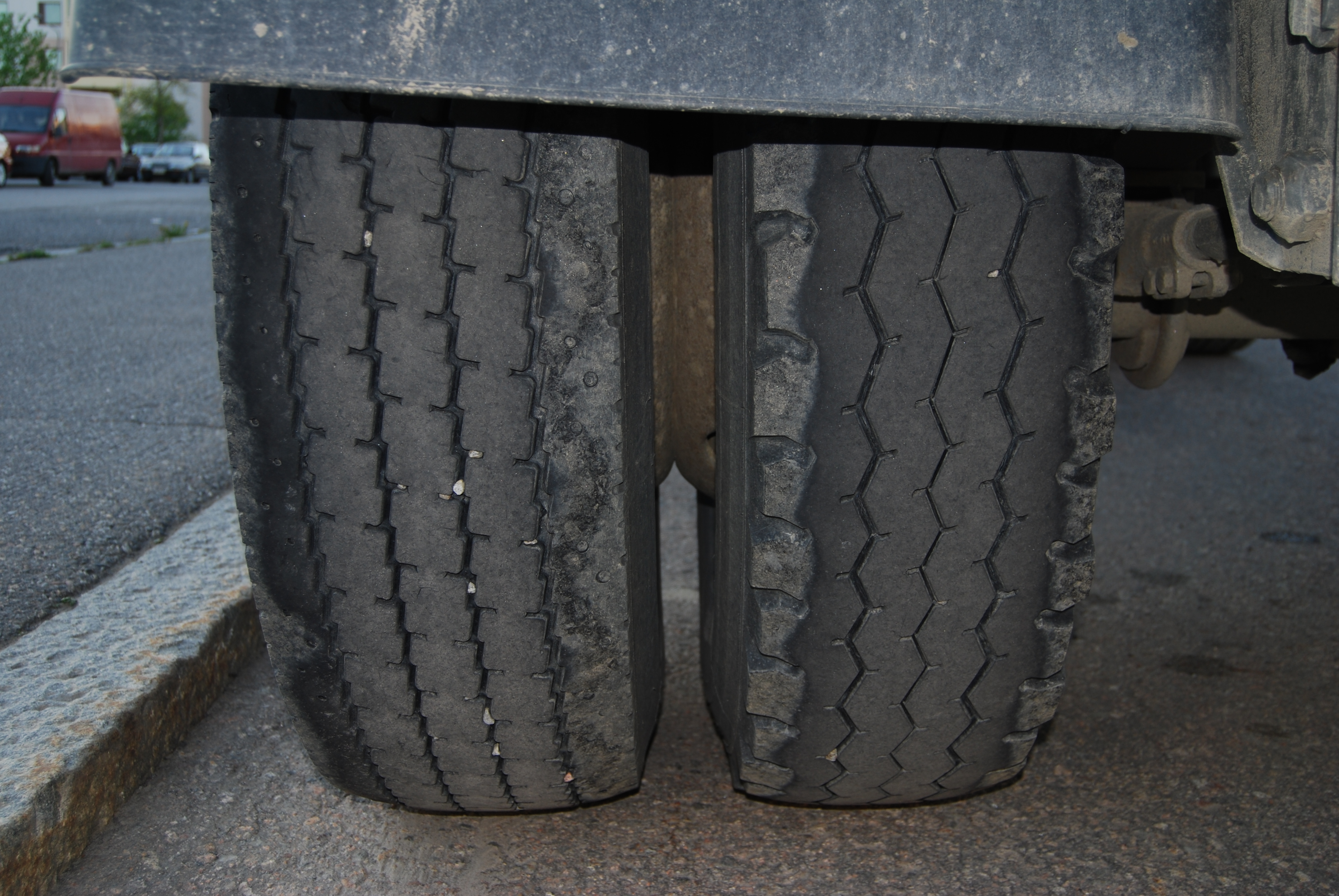
Koła bliźniacze

Koła bliźniacze – oznaczają dwa koła umieszczone na tej samej osi, uważane za jedno koło, przy czym odległość między środkami ich powierzchni styku z nawierzchnią jest równa lub mniejsza niż 460 mm.